# 라티아스와 라티오스
라티아스(Latias, 일본어: ラティアス 라티아스[*])와 라티오스는 포켓몬스터 시리즈에 등장하는 가공의 캐릭터(몬스터)이다.

## 라티아스
라티아스는 포켓몬스터 시리즈에 등장하는 가공의 캐릭터(몬스터)이다. 암컷만 존재한다. 체색은 흰색과 빨간색을 기초로 한 전투기를 닮은 외관이다. 빛의 굴절시키는 깃털로 전신을 둘러싸 모습을 보이지 않게 하는 능력을 가지고 있다. 라티오스와 라티아스의 날개를 보면 라티아스쪽이 조금 더 둥글다는것을 알 수 있다.

### 게임에서의 라티아스
2002년 발매된 포켓몬스터 《포켓몬스터 루비·사파이어》에서 처음으로 등장하였다.
루비 버전에서는 타이틀에 라티오스가 나오며 사파이어 버전에서는 라티아스가 나온다.
포켓몬 리그 클리어 후 주인공의 집에서 TV를 본 다음부터 루비 버전에서는 라티오스가,
사파이어 버전에서는 라티아스가 야생에 랜덤으로 돌아다닌다. 레벨은 40이다.
닌텐도에서 이벤트로 배포한 몽환의 티켓을 받았거나, 몽환의 티켓을 가진 사람과 레코드를 섞으면
해안 시티의 선착장에서 배를 타고 남쪽의 섬으로 갈 수 있는데 루비 버전이라면 라티아스를,
사파이어 버전이라면 라티오스를 잡을 수 있다. 레벨은 50이며 '마음의 물방울'을 소지하고 있다.
에메랄드 버전은 포켓몬 리그를 클리어 하고 주인공 집에서 TV를 보면 주인공의 엄마가 주인공에게
TV의 내용과 관련하여 색을 묻는데 여기서 파랑을 선택하면 라티오스가, 빨강을 선택하면 라티아스가
야생에 랜덤으로 돌아다닌다.
특방이 높으며「미스트 볼」이라는 전용 기술을 배울 수 있다.
《포켓몬 불가사의 던전 파랑 구조대/빨강 구조대》에서는 날개에 운석의 파편이 떨어져 '나락의 계곡'에 떨어져 버리지만, 구조대에게 구조되고 라티오스와 함께 동료가 된다. 친구 에리어는 '남쪽의 고도'.
《대난투 스매시브라더스 X》에서는 몬스터 볼에서 출현하여 고속으로 화면을 횡단하며 캐릭터들을 공격한다.
《포켓몬스터 하트골드》에서는 사천왕을 쓰러트린 후 전당등록 후에 잡을 수 있다.
《포켓몬스터 오메가루비·알파사파이어》에서 메가진화가 가능한데 이 사실은 《포켓몬스터 X·Y》에서 어떤 유저에 의해서 알려진 것이다. 메가진화 후에 전투기를 의인화한 듯한 몸체로 모습이 바뀌지만 라티오스도 똑같다. 구별법은 눈 색깔을 보면 알 수 있다. 메가진화를 하는 방법은 '라티아스나이트'라는 아이템을 통해서 할 수 있다.

### 애니메이션에서의 라티아스
2002년 개봉한 포켓몬스터 5번째 극장판 《물의 도시의 수호신 라티아스와 라티오스》에서
처음으로 등장한다. 《포켓몬스터 AG, 포켓몬스터 DP》의 1, 2, 3, 4기 오프닝에 등장한 것을 제외하면 TV 애니메이션에 등장한 사례는 없다....고 알려져 있었으나
DP 특별판 '회색체육관 사상 최대의 위기'(193화)에서 죠이상(간호순)이 사용한다. 용의파동/냉동빔/강철날개/HP회복과 같은 강력한 기술들을 사용한다.
어떤 애니에서는 라티오스의 여동생으로 나오기도 한다

### 그 외에서의 라티아스
- 극장판 《물의 도시의 수호신 라티아스와 라티오스》에서 아르트말레이에 있는 「마음의 물방울」을 라티오스와 함께 지키고 있다. 투명하게 되거나 카논(인간 소녀)의 모습으로 변신할 수 있다. '꿈그리기'라는 기술로 라티오스가 보는 것을 자신의 주위의 사람에게 보이게 할 수 있다. 지우를 맘에 들어하여 지우를 비밀의 뜰에 초대한다.
- 《포켓몬스터 스페셜》에서는 에메랄드를 라티오스와 함께 도와준다.

## 라티오스
라티오스는 포켓몬스터 시리즈에 등장하는 가공의 캐릭터(몬스터)이다. 수컷만이 존재한다. 전투기를 닮은 외관에 흰색과 파란색을 기초로한 체색을 가진다. 외관이나 능력등의 특징이 라티아스와 닮은 부분이 많아서 라티아스와 라티오스는 같은 종족이라 생각할 수 있다. 높은 지능을 가졌으며 사람의 말을 이해할 수 있다. 팔을 접어 날면 제트기를 추월할 만큼 빠르다.

### 게임에서의 라티오스
2002년 발매된 포켓몬스터 《포켓몬스터 루비·사파이어》에서 처음으로 등장하였다. 루비 버전에서는 타이틀에 라티오스가 나오며 사파이어 버전에서는 라티아스가 나온다. 포켓몬 리그 클리어 후 주인공의 집에서 TV를 본 다음부터 루비 버전에서는 라티오스가, 사파이어 버전에서는 라티아스가 야생에 랜덤으로 돌아다닌다. 레벨은 40이다.
닌텐도에서 이벤트로 배포한 몽환의 티켓을 받았거나, 몽환의 티켓을 가진 사람과 레코드를 섞으면 해안 시티의 선착장에서 배를 타고 남쪽의 섬으로 갈 수 있는데 루비 버전이라면 라티아스를, 사파이어 버전이라면 라티오스를 잡을 수 있다. 레벨은 50이며 '마음의 물방울'을 소지하고 있다.
에메랄드 버전은 포켓몬 리그를 클리어 하고 주인공 집에서 TV를 보면 주인공의 엄마가 주인공에게 TV의 내용과 관련하여 색을 묻는데 여기서 파랑을 선택하면 라티오스가, 빨강을 선택하면 라티아스가 야생에 랜덤으로 돌아다닌다.
특수공격이 높으며「라스트 버지」라는 에스퍼 타입 전용 기술을 배울 수 있다.
《포켓몬 불가사의 던전 파랑 구조대/빨강 구조대》에서 '나락의 계곡'에 떨어져 버린 라티아스를 구하기 위해 도둑질을 하지만 '북쪽 산맥'에서 구조대와의 전투에 패한다. 그 뒤 라티아스가 구조되고나서 라티아스와 함께 구조대의 동료가 된다. 친구 에리어는 '남쪽의 고도'.
《대난투 스매시브라더스 X》에서는 몬스터 볼에서 출현하여 고속으로 화면을 횡단하며 캐릭터들을 공격한다.
《포켓몬스터 소울실버》에서는 사천왕을 쓰러트린 후 전당등록 후에 잡을 수 있다.
《포켓몬스터 블랙2》에서는 사천왕을 쓰러트린 후 전당등록 후 꿈터에서 잡을 수 있다.
《포켓몬스터 오메가루비·알파사파이어》에서 메가진화가 가능한데 이 사실은 《포켓몬스터 X·Y》에서 어떤 유저에 의해서 알려진 것이다. 메가진화 후에 전투기를 의인화한 듯한 몸체로 모습이 바뀌지만 라티아스도 똑같다. 구별법은 눈 색깔을 보면 알 수 있다. 메가진화를 하는 방법은 '라티오스나이트'라는 아이템을 통해서 할 수 있다.

### 애니메이션에서의 라티오스
- 2002년 개봉한 포켓몬스터 5번째 극장판 《물의 도시의 수호신 라티아스와 라티오스》에서 처음으로 등장한다.
- 《포켓몬스터 AG》의 1, 2, 3, 4기 오프닝에서 등장한다.

### 그 외에서의 라티오스
- 극장판 《물의 도시의 수호신 라티아스와 라티오스》에서 등장. 라티아스의 오빠이며, 아르트말레이에 있는 「마음의 물방울」을 라티아스와 함께 지키고 있다. '사념의 교차로('꿈그리기'나 '꿈의 교차로'라고도 한다.)라는 자신이 보고 있는 것을 라티아스의 주위의 사람에게 보이게 하는 능력이 있다. 최후에는 자신의 생명을 바쳐 아르트말레이의 위기를 구하고 죽자마자, 새로운 '마음의 물방울'이 된다.

- 《포켓몬스터 스페셜》에서는 라티아스와 같이 에메랄드의 포켓몬으로 나왔지만 29권에 외톨이를 벗어난 후 에메랄드에 곁을 떠난다.